# Estadio José Antonio Anzoátegui
 (mai 2025).
L'Estadio Olímpico José Antonio Anzoátegui est un stade omnisports situé à Puerto La Cruz au Venezuela.
Sa capacité est de 41 000 places.

## Histoire
Inauguré en 1965, mais rénové, il est principalement utilisé pour les matches de football notamment ceux du Deportivo Anzoátegui SC.
Il fait partie des neuf stades retenus pour accueillir la Copa America 2007 qui se déroule au Venezuela du 26 juin au 15 juillet 2007.